# Tyska kyrkan, Helsingfors

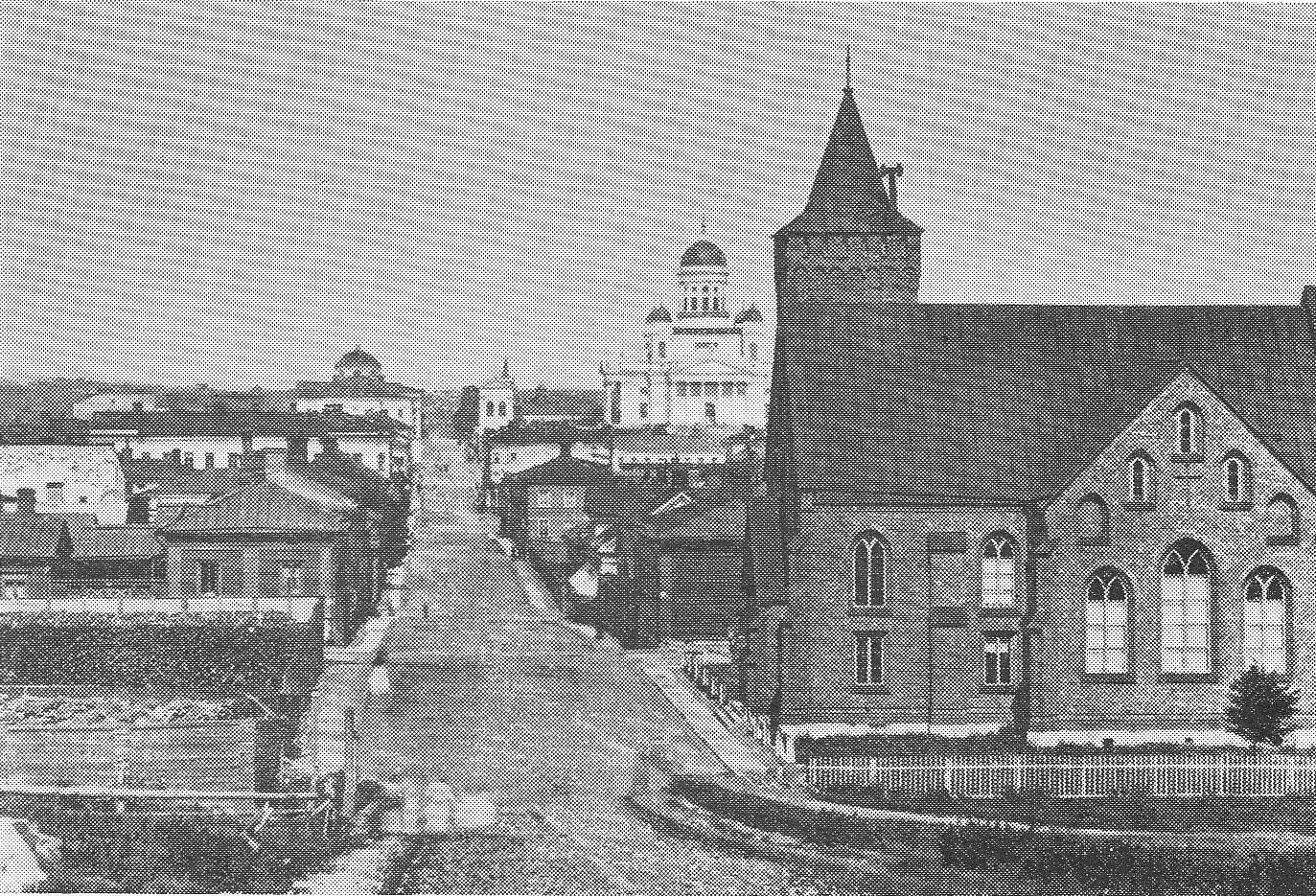
Tyska kyrkan omkring 1870

Tyska kyrkan är en kyrka i stadsdelen Gardesstaden i Helsingfors. Kyrkan hör till Tyska församlingen i Finland.

## Kyrkobyggnaden
Kyrkobyggnaden stod klar 1864 och den är uppförd i nygotisk stil. Arkitekterna var Harald Bosse och C.J. von Heideken. Vid en restaurering 1897 höjdes tornet. Kyrkan är en av de populäraste bröllopskyrkorna i Helsingfors.